# 江革 (南北朝)
江革（5世紀—535年2月），字休映，濟陽郡考城县（今河南省民權縣东）人，為南朝宋齊間士族的名流。好文辭，歷官八府長史，不屈服於權貴。

## 生平
江革幼年起就很聰敏，很早便顯現出才能和情思，六歲就能寫文章，父親江柔之很賞識他，曾說：「這個孩子必能興盛我們的家族。」九歲時父親去世，江革與弟江觀一起生活在孤苦無依的貧困中，身旁無老師朋友指點，兄弟互相勉勵，讀書力學不倦。十六歲時母親去世，他因為孝順聞名。江革服喪完畢，與弟江觀一同去太學，被增補為國子生，在考試中名列前茅。南齊中書郎王融、吏部謝朓都很欽重江革。謝朓曾經擔任皇家夜間警衛，回家時順路拜訪江革。當時下大雪，謝朓看見江革蓋著破棉被，鋪著單薄的蓆子，沉醉於學習中不知疲倦與寒冷，謝朓嘆息了很長時間，就脫下自己穿的棉衣，並親手割下半片氈給江革作為臥具才離開。
司徒竟陵王聽聞了江革，把他引薦為西邸學士。二十歲時，江革舉南徐州秀才。後來，僕射江祏引薦江革為府丞。
501年，梁武帝蕭衍賞識江革的文章很典雅，深深讚賞，因此屢屢重用江革。江革長期在一品大員、郡王的手下作幕僚，江革做官以正直自居，剛直不阿，勇於上表彈劾豪權，一無所避，民安吏畏。江革歷官八府長史，四王行事。還擔任過尚書左丞、司農卿、御史中丞、少府卿、都官尚書、度支尚書等中央機構高官，三次任郡守，卻家徒四壁，身旁沒有妾小和侍候的丫環，因此為世人所敬重。
江革由東州調往中央任職，離任時所贈的禮物一概不收，獨自一人乘一艘小船離任。因船身太輕行駛不穩，江革從江邊搬上了十多塊石頭壓船，其為官之清廉令人嘆服。江革任鎮北豫章王長史、廣陵太守。
後來，隨府王鎮守彭城，彭城失守，江革乘船而回，卻被北魏所俘獲，魏徐州刺史元延明聽聞過江革的才氣，對他厚加接待。江革推托腳有毛病，不向他施禮參拜。元延明命令江革作丈八寺碑和祭彭祖文，江革以拘捕日久，沒有心思為由推辭。元延明又反覆逼迫他，江革厲聲說道：「江革行年六十，不能殺身報主，今日以死為幸，誓不為人執筆。」元延明無法使他屈服就取消杖刑，每天只給他僅能保存性命的糙米三升。當時，魏帝請求梁朝讓中山王元略返回北方，於是就釋放江革還朝。皇上下詔說：「廣陵太守江革能夠臨危不懼，可升任太尉临川王萧宏的长史。」被放還後，梁武帝親自為其設宴，席間稱讚江革道：「今日始見蘇武之節。」
535年2月，江革逝世，諡為「彊子」。有集二十卷，流傳於世。

## 家族背景
- 江齊之，江革之祖，宋尚書金部郎。
- 江淹，江革是他的族侄。
- 江柔之，江革的父親，齊尚書倉部郎。
- 江觀，江革的弟弟。
- 江行敏，江革的長子，好學有才俊，官至通直郎，早死，有集五卷。
- 江德藻，江革的次子。
- 江從簡，江革的第三子，少有文情，十七歲時作採荷詞以刺敬容，為當時所賞。歷官司徒從事中郎。侯景亂，被任約所害，子兼叩頭流血，乞代父命，以身蔽刃，遂俱見殺。

## 評價
- 《梁書》作者姚思廉：「江革聰敏亮直，亦一代之盛名歟。」
- 《南史》作者李延壽：「江休映之強直，並加之以學植，飾之以文采，其所以取高時主，豈徒然哉。」

## 延伸阅读
[在维基数据编辑]
 《梁書/卷36》，出自姚思廉《梁書》